# إريكا كينسي
إريكا كينسي (بالسويدية: Erika Kinsey)‏ هي منافسة ألعاب القوى سويدية، ولدت في 10 مارس 1988 في إوسترسوند في السويد.

## وصلات خارجية
- إريكا كينسي على موقع الاتحاد الدولي لألعاب القوى (الإنجليزية)
- إريكا كينسي على موقع الدوري الماسي (الإنجليزية)
- إريكا كينسي على موقع EliteProspects.com (الإنجليزية)
- إريكا كينسي على موقع اللجنة الأولمبية الدولية (الإنجليزية)
- إريكا كينسي على موقع أوليمبيديا (الإنجليزية)
- إريكا كينسي على موقع اللجنة الأولمبية السويدية (السويدية)